# Малагис
Малаги́с (фр. Maugris или Maugis, итал. Malagigi или Malagi) — персонаж французских (Можис, Могрис) и итальянских (Маладжи, Маладжиджи) эпических поэм Каролингского цикла, двоюродный брат Ринальда, рыцарь-колдун, воспитанный феей Ориандой.

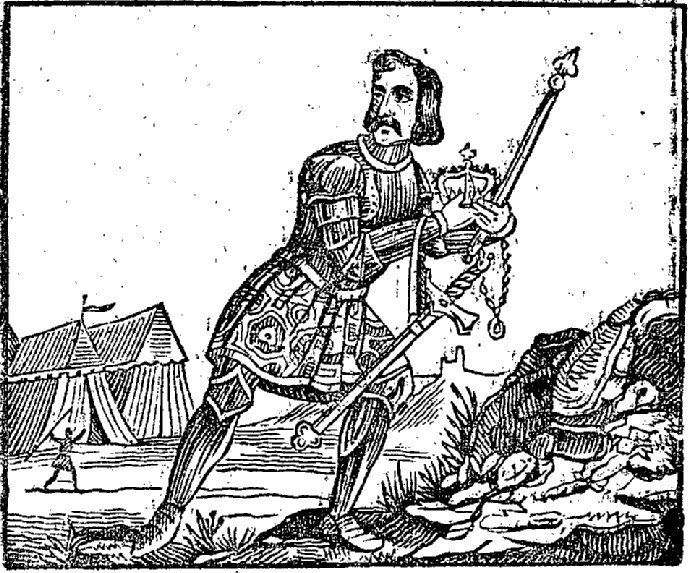
Можис (иллюстрация к поэме «Четыре сына Эмона»

## Chanson de geste
Впервые появляется под именем Можис д'Эгремон в популярнейшей поэме «Четыре сына Эмона», где помогает своим двоюродным братьям в войне против Карла Великого. Позднее, в XIII веке, сам стал героем двух поэм, в которых ему даётся обстоятельная биография.

### «Можис д'Эгремон»
У герцога Бёва д'Эгремона рождаются близнецы Можис и Вивьен в тот самый момент, когда город штурмуют язычники. В суматохе Вивьена похищает язычник Монбран, а Можиса спасает фея Орианда. Можис растёт у Орианды и приобретает познания в области магии и чародейства от племянника феи, Эспинета. Эспинет демонстрирует Карлу свои чудеса, чем его очень забавляет. Можис раздобывает коня Баярда и чудесный меч Фроберж, которые он затем преподносит Рено де Монтобану. К концу поэмы рассказывается о поединке Можиса и Вивьена, во время которого Можис прибегает к магии.

### «Смерть Можиса д'Эгремона»
В этой короткой поэме Можис перед смертью отправляется в Рим, где становится сенатором (тогда как в поэме «Четыре сына Эмона» ему предсказывалось, что он станет монахом-пустынником и завершит свой жизненный путь в отшельничестве).

## БоярдоиАриосто
Во «Влюблённом Роланде» Малагис пытается овладеть Анджеликой, погрузив её чарами в сон, но волшебное кольцо Анджелики рассеивает чары. Он пленен и отослан в Катай. Позднее Анджелика освобождает Малагиса из подводной темницы с условием, что он добудет ей Ринальда. Затем Малагис пытается преградить путь Родомонту и Феррагусу, напуская на них полчище демонов, но сарацинские рыцари шутя справляются с чертями и захватывают в плен Малагиса и его брата Вивиана. Их выручают (уже в «Неистовом Роланде») Руджьер и Марфиза.